# Kadono Eiko
Kadono Eiko; valódi nevén Vatanabe Eiko (Fukugava-ku vagy Tokió, 1935. január 1. –) japán író. A Kadono Eiko Gyermekirodalmi Múzeum igazgatója.
Tokió Fukagava kerületében született. Ötéves volt, amikor édesanyja betegségben meghalt, ő pedig történeteket gondolt ki magánya enyhítésére. Apja, aki egy zálogházat vezetett Fukagavában, gyakran mesélt neki. Mivel apjának nem sokkal azután, hogy újraházasodott, be kellett vonulnia, visszatértéig mostohaanyjával és öccsével élt a koivai otthonukban. Az általános iskola negyedik évének őszén evakuálták Nagai városába, Jamagata prefektúrába. A fukagavai üzlet a nagy tokiói légitámadás során leégett. Hatan voltak testvérek (köztük féltestvérek: egy nővére, két öccse és két húga volt).  A háború után visszatért Tokióba, ahol az Ócuma kisgimnáziumba iratkozott be második osztályba. 1953-ban érettségizett az Ócuma középiskolában, majd a Vaszeda Egyetem Tanárképző Karának angol nyelv és irodalom szakára kezdett járni. A Vaszeda Egyetemen Tacunokucsi Naotaró tanítványa lett.
Az egyetem elvégzése után a Kinokuniya könyvesbolt kiadói osztályán dolgozott, és körülbelül egy évvel később férjhez ment. Belsőépítész férje kérésére 1959-ben, 24 éves korában, két évre Brazíliába költöztek. Egykori egyetemi tanára, Tacunokucsi bátorítására 1970-ben (35 évesen) debütált íróként a Meglátogatom Luizinhót Brazíliában (ルイジンニョ少年、ブラジルをたずねて) című könyvével. A könyv a szerző brazíliai élményein alapult.
A Kiki, a boszorkányfutár (1985) egyik ihletője egy New Yorkot madártávlatból ábrázoló fotó volt, amelyet még egyetemista korában látott a Life magazinban, a másik pedig az akkor kisgimnazista (később Kubosima Rio néven íróként ismert) lánya egyik rajza. Mijazaki Hajao híres anime-feldolgozása a sorozat első kötetén alapul.
A Mijazaki-féle animeadaptáció kapcsán Kadono egyetlen kérése az volt, hogy Kiki a kirepülésekor szólaltassa meg a fához erősített csengettyűket. Később nem örült a könyvhöz képest nagyarányú változtatásoknak, de végül Mijazaki Hajao rendezővel folytatott többszöri megbeszélés után megbékélt. Elkészült az élőszereplős változat is, amely 2014. március 1-jén, körülbelül 25 évvel a Ghibli-verzió megjelenése után jelent meg, és személyesen Kadono Eiko volt a narrátor.
2014-ben a Felkelő Nap Rendje, Arany Sugarakkal és Rozettával tüntették ki.
2018-ban megkapta a Hans Christian Andersen-díjat.

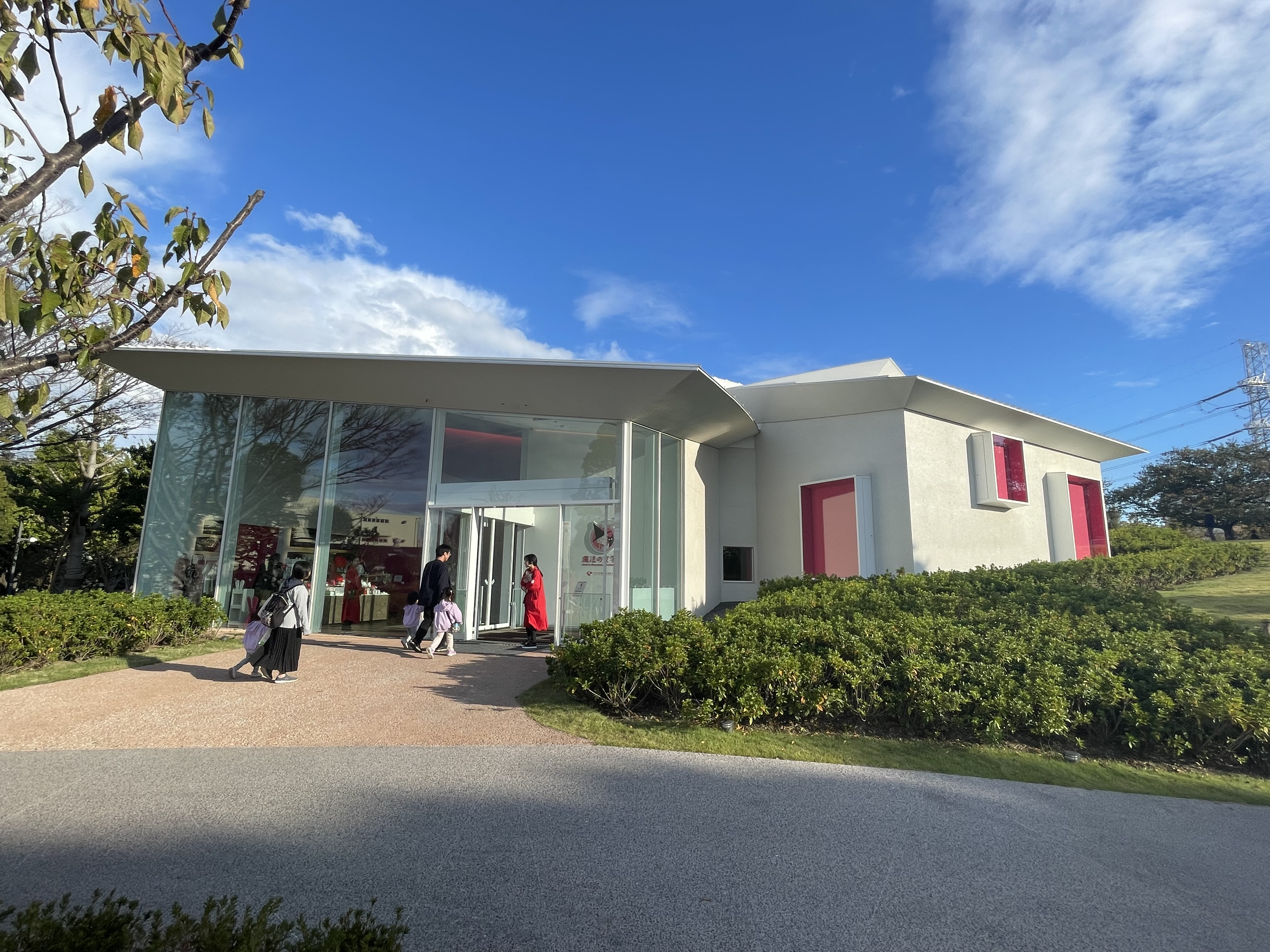
Edogava-ku Kadono Eiko Gyermekirodalmi Múzeum

Lakhelye Kamakura.

## A Kiki, a boszorkányfutár sorozat
- Kiki, a boszorkányfutár (Fukuinkan Soten), 1985 (magyarul 2023, Ciceró Kiadó).
- Kiki, a boszorkányfutár 2 - Új varázslat (Fukuinkan Soten), 1993. június (magyarul 2024, Ciceró Kiadó)
- Kiki, a boszorkányfutár 3 - Másik boszorkány (Fukuinkan Soten), 2000. október
- Kiki, a boszorkányfutár 4 - Kiki szerelme (Fukuinkan Soten), 2004. március
- Kiki, a boszorkányfutár 5 - Varázsfa (Fukuinkan Soten), 2007. május
- Kiki, a boszorkányfutár 6 - Ki merre lát (Fukuinkan Soten), 2009. október

## Fordítás
Ez a szócikk részben vagy egészben  a(z)   角野栄子 című japán Wikipédia-szócikk ezen változatának fordításán alapul.  Az eredeti cikk szerkesztőit annak laptörténete sorolja fel. Ez a jelzés csupán a megfogalmazás eredetét és a szerzői jogokat jelzi, nem szolgál a cikkben szereplő információk forrásmegjelöléseként.